# Robert Clary
Robert Clary, nato Robert Max Widerman (Parigi, 1º marzo 1926 – Los Angeles, 16 novembre 2022), è stato un attore francese naturalizzato statunitense.

## Filmografia parziale

### Cinema
- I 10 della legione (Ten Tall Men), regia di Willis Goldbeck (1951)
- Eroi di mille leggende (The Thief of Damascus), regia di Will Jason (1952)
- Il mio amore con Samantha (A New Kind of Love), regia di Melville Shavelson (1963)
- Hindenburg (The Hindenburg), regia di Robert Wise (1975)

### Televisione
- Gli eroi di Hogan (Hogan's Heroes) - 168 episodi (1965-1971)
- Febbre d'amore (The Young and the Restless) - 2 episodi (1973)
- Il tempo della nostra vita (Days of Our Lives) - 506 episodi (1972-1987)
- Beautiful (The Bold and the Beautiful) - 43 episodi (1990-1992)

## Doppiatori italiani
Nelle versioni in italiano delle opere in cui ha recitato, Robert Clary è stato doppiato da:
- Paolo Turco in Gli eroi di Hogan
- Piero Tiberi in Hidenburg
- Oreste Lionello in Beautiful